# Masacre de Le Paradis
La masacre de Le Paradis fue un crimen de guerra cometido por miembros de la 14.ª Compañía de la División SS Totenkopf, al mando del Hauptsturmführer Fritz Knöchlein. Tuvo lugar el 27 de mayo de 1940, durante la Batalla de Francia, cuando la Fuerza Expedicionaria Británica (BEF, en inglés) intentaba retirarse a través de la región de Pas-de-Calais durante la Batalla de Dunkerque.
Unos soldados del 2º Batallón del Regimiento Real de Norfolk se habían quedado aislados de su unidad. Ellos ocuparon y defendieron una granja frente al ataque de tropas del Waffen-SS en la aldea de Le Paradis. Al agotárseles la munición, los defensores se rindieron ante los alemanes. Estos los llevaron delante de un muro al otro lado del camino y los ametrallaron. Murieron 97 soldados británicos. Dos sobrevivieron, heridos y escondiéndose hasta que fueron capturados por fuerzas alemanas varios días después.
Luego de la guerra, Fritz Knöchlein fue detenido, juzgado y sentenciado por una corte de crímenes de guerra, con los dos supervivientes atestiguando en su contra. Por su participación en la masacre, Knöchlein fue ejecutado en 1949.

## Contexto
La invasión alemana de Francia a través de los Países Bajos y Bélgica empezó el 10 de mayo de 1940. El Grupo de Ejércitos A se abrió paso a través del sur de Bélgica y el noreste de Francia. Las fuerzas alemanas empujaron al Ejército francés y a la Fuerza Expedicionaria Británica hacia el río Mosa el 12 de mayo, cruzándolo esa misma tarde. Desde aquí, las fuerzas alemanas avanzaron rápidamente hacia el canal de la Mancha en el transcurso de la semana siguiente. Se les ordenó a las unidades de la BEF, incluyendo a compañías separadas del Regimiento Real de Norfolk y los Royal Scots, que traten de obstruir el avance alemán en el norte de Francia para ganar tiempo a fin de evacuar a los soldados que estaban en Dunkerque.
Una de las unidades alemanas, la 3ª División SS Totenkopf, había sido fuertemente adoctrinada con la ideología del Partido Nazi por su comandante, Theodor Eicke. Sus hombres tenían una fanática lealtad hacia él y Alemania, así como un odio inducido a los judíos, Inglaterra y Estados Unidos. Los soldados de la Totenkopf lucharon sin cesar durante la campaña, teniendo tasas de bajas mucho más altas que otras fuerzas alemanas.
La Batalla de Francia fue el primer enfrentamiento de importancia de la División SS Totenkopf en la Segunda Guerra Mundial. La división, que era parte de las reservas del Grupo de Ejércitos A, fue llamada a primera línea el 17 de mayo. A la unidad se le asignaron operaciones de "limpieza" contra las fuerzas Aliadas al norte y al este de Cambrai. La división capturó un total de 16.000 prisioneros, pero rechazó la rendición de 200 soldados franco-marroquíes musulmanes, que fueron ejecutados en el acto.
Para cuando la operación había terminado en Cambrai, las primeras unidades alemanas habían alcanzado el canal de la Mancha, pero los británicos contraatacaron al oeste de Arrás el 21 de mayo, siguiendo al contraataque del día anterior (Batalla de Arrás). La división Totenkopf tuvo menos de 100 bajas al repeler el asalto. Entonces se le ordenó a la Totenkopf dirigirse al pueblo de Béthune y cruzó el río La Bassée durante un ataque británico el 24 de mayo. Sin embargo, se les ordenó a sus hombres retirarse al día siguiente para conservar tanques que serían necesarios en la próxima campaña de Dunkerque y permitirle a la Luftwaffe atacar las posiciones Aliadas en el área. Por lo tanto, los alemanes nuevamente tuvieron que realizar el peligroso cruce en la noche del 26 de mayo. Los soldados del SS tomaron Béthune luego de una tenaz lucha casa por casa con los británicos, que se retiraron a una línea entre Locon y Le Paradis.
El 2º Batallón del Regimiento Real de Norfolk, junto al 8º de los Fusileros de Lancashire, estaban defendiendo la línea aliada en las aldeas de Riez du Vinage, Le Cornet Malo y Le Paradis, con el cuartel general del batallón ubicado en esta última. Se les ordenó a los dos batallones resistir el mayor tiempo posible frente a los alemanes, a fin de darle tiempo a la BEF para que sea evacuada de Dunkerque.
La División SS Totenkopf emergió del bosque Bois de Paqueaut y atacó Le Cornet Malo al amanecer del 27 de mayo. Los soldados británicos se defendieron tenazmente, pero al final fueron sobrepasados. El ataque produjo la muerte de cuatro oficiales alemanes y 150 soldados. Fueron heridos 480 soldados y 18 oficiales. Más tarde ese mismo día, los soldados alemanes avanzaron para atacar Le Paradis.

### Batalla de Le Paradis
Luego del enfrentamiento en Le Cornet Malo, la Compañía C y la Compañía CG del 2º Batallón del Regimiento Real de Norfolk se replegaron a sus cuarteles generales en la Granja Cornet, ubicada fuera de Le Paradis. Los comandantes de las compañías fueron informados por radio que sus unidades estaban aisladas y no recibirían apoyo. Por lo tanto se atrincheraron alrededor de la granja, que estaba en la Rue du Paradis, el límite entre el Regimiento Real de Norfolk y el 1er Batallón de los Royal Scots. El último contacto con el Cuartel General de Brigada en L'Epinette fue a las 11:30, pero a pesar de no tener apoyo y ser superados numéricamente, los defensores resistieron ante la 14.ª Compañía del 1er Batallón del 2º Regimiento de Infantería SS hasta las 17:15, cuando se les acabaron las municiones. Durante la batalla, los alemanes atacaron la granja con morteros, tanques y cañones, que destruyeron el edificio y obligó a los defensores a reubicarse en un galpón.
Finalmente, el Mayor Lisle Ryder (hermano de Robert Edward Dudley Ryder) ordenó a los 99 defensores supervivientes del 2º Batallón del Regimiento Real de Norfolk que se rindieran y salieron del galpón que estaban defendiendo con una bandera blanca. Ya que el camino era el límite entre los dos regimientos británicos, los hombres de Ryder no se rindieron a la compañía con la que habían estado combatiendo, sino a la unidad del SS Hauptsturmführer Fritz Knöchlein, que había estado luchando con los Royal Scots. Las fosas comunes halladas cerca de Le Paradis en 2007 sugieren que unos 200 hombres de los Royal Scots que se rindieron a una unidad SS también fueron asesinados en una masacre aparte.

## Masacre
Los prisioneros británicos, la mayoría heridos, fueron desarmados y se les hizo marchar fuera de la Rue du Paradis por un camino. Mientras estaban esperando, dos ametralladoras de la 4ª Compañía de Ametralladoras fueron preparadas e instaladas cerca de un galpón en un padoc de la granja. A los prisioneros británicos se les ordenó marchar hacia el galpón y ponerse en fila junto a éste, para luego ser ametrallados por los dos ametralladoristas alemanes, que siguieron disparando hasta que todos los británicos cayeron. Entonces Knöchlein armó a sus hombres con bayonetas para rematar a cualquier superviviente. Satisfechos por haber matado a todos, los soldados alemanes partieron para reunirse con el resto de su regimiento.
Un testimonio del Soldado Albert Pooley, uno de los dos supervivientes:
... salimos del polvoriento camino francés, a través de una verja y a un prado junto a los edificios de una granja. Vi con una de las sensaciones más repulsivas que tuve en mi vida dos ametralladoras pesadas dentro del prado... apuntando a la cabeza de nuestra columna. Las ametralladoras empezaron a escupir fuego... por unos cuantos segundos los gritos y chillidos de nuestros hombres heridos ahogaron el tableteo de las ametralladoras. Los hombres caían como hierbas ante una guadaña... Sentí un dolor ardiente y caí hacia adelante... mi grito de dolor se mezcló con los gritos de mis camaradas, pero incluso antes que cayera en la pila de hombres moribundos, un pensamiento atravesó mi cerebro 'Si es que logro salir de aquí, el cerdo que hizo esto pagará por ello'.
Fueron asesinados 97 prisioneros británicos y al día siguiente los alemanes obligaron a los civiles franceses a enterrar los cadáveres en una fosa común poco profunda. A pesar de los esfuerzos alemanes, el Soldado William O'Callaghan sobrevivió y arrastró con vida al Soldado Albert Pooley de entre los cadáveres que yacían en el campo. Luego los dos se escondieron en una porqueriza por tres días y tres noches, alimentándose de patatas crudas y tomando agua de charcos antes de ser descubiertos por la dueña de la granja, Madame Duquenne-Creton, y su hijo Victor. Los civiles franceses arriesgaron sus vidas atendiendo a los dos hombres, que fueron capturados más tarde por la 251.ª División de Infantería del Heer.

## Consecuencias
Al día siguiente, 28 de mayo, Gunter d'Alquen, periodista del Waffen-SS, llegó a la escena del crimen con el Dr. Thum, asesor legal de la División SS Totenkopf. d'Alquen hizo un reporte de lo que vio:
Era posible mirar hacia el patio trasero desde el camino... los cadáveres con uniforme británico yacían en el patio cerca de los edificios. Estos yacían en tales posiciones que uno puede asumir que fueron asesinados por ráfagas de ametralladora. De inmediato me sorprendí que los soldados muertos no llevasen cascos ni algún otro equipo sobre ellos... Tomé fotos a los cadáveres, y de toda la granja. A instancia de Thum, estos serían puestos a disposición de la división... Creo que ya estaba sentado dentro del vehículo cuando Thum... me dijo que en el campo habían devuelto el equipo... los soldados británicos muertos yacían en una pila, por lo cual él llegó a la conclusión que había tenido lugar un juicio sumario.
El Mayor Friedkerr von Riedner, que también estuvo en el escenario de la masacre aquel día, reportó que "Casi todas esas personas sufrieron heridas en la cabeza por disparos hechos a corta distancia. Algunos tenían todo su cráneo aplastado, una herida que solamente puede ser causada por el golpe de una culata u objeto similar".
Las noticias de la masacre se esparcieron entre las divisiones alemanas cercanas, eventualmente llegando hasta el General Erich Hoepner, comandante de las fuerzas alemanas en Francia. A él no le agradaba el SS, en especial Eicke, y estaba determinado en obtener su dimisión si se podían demostrar cargos de maltrato o asesinato de prisioneros. Sin embargo, ninguna de estas investigaciones tuvo éxito. A pesar de todo, varios oficiales del SS fueron impresionados por la masacre; algunos retaron a duelo a Knöchlein, pero ninguno se llevó a cabo.
Los Aliados no recibieron información sobre la masacre hasta el verano de 1943, cuando Pooley, que había pasado los últimos tres años en un hospital alemán debido a las heridas que recibió en la masacre, fue declarado médicamente no apto y repatriado. Las autoridades británicas no daban crédito al relato de Pooley tras su llegada; no se pensaba que el Ejército alemán era capaz de tales atrocidades contra soldados británicos. El Soldado O'Callaghan no regresó al Reino Unido hasta 1945, tras la liberación de su campo de prisioneros de guerra. Su confirmación del relato de Pooley impulsó una investigación oficial.
Los cadáveres de los soldados asesinados en la masacre fueron exhumados por los franceses en 1942, pero solamente unos 50 de los 97 fueron exitosamente identificados. Los cadáveres fueron nuevamente inhumados en el cementerio de la iglesia de Le Paradis, que ahora forma parte del Cementerio de Guerra de Le Paradis y es administrado por la Comisión de Tumbas de Guerra de la Commonwealth. En 1970, se montó una placa memorial en la pared del galpón donde tuvo lugar la masacre y se levantó un gran memorial al lado de la iglesia.

## Juicio de Knöchlein
Después de la guerra, la evidencia de O'Callaghan y el descubrimiento de los campos de exterminio operados por el SS impulsaron a las autoridades británicas a revisar los reportes. La masacre fue investigada por la Unidad de Investigación de Crímenes de Guerra y después que la compañía de Knöchlein fuese identificada como los perpetradores en 1947, él fue rastreado y arrestado en Alemania. Knöchlein fue acusado de crímenes de guerra en agosto de 1948; él se declaró inocente:
El acusado Fritz Knöchlein, de nacionalidad alemana, bajo custodia de la Unidad de Guarnición de Hamburgo, según la Regulación 4 de las Regulaciones para el Juicio de Criminales de Guerra, es acusado de cometer un crimen de guerra en las cercanías de Paradis, Pas-de-Calais, Francia, en o hacia el 27 de mayo de 1940, violando las leyes y usos de la guerra, al asesinar a unos noventa prisioneros de guerra, miembros del Regimiento Real de Norfolk y otras unidades británicas.
Él fue juzgado ante la Corte de Crímenes de Guerra de Curiohaus en Rotherbaum, en la Corte Número 5 el lunes 11 de octubre de 1948. La defensa de Knöchlein se aferró a la afirmación que él no estaba presente en el lugar de la masacre, aunque sus abogados no negaban que el hecho tuvo lugar. Ellos también afirmaban que los británicos emplearon balas dumdum durante la batalla y utilizaron incorrectamente una bandera de tregua; todo esto fue vigorosamente negado por la acusación. La evidencia fue ofrecida por Pooley, O'Callaghan, Madame Duquenne-Creton y un civil francés que atestiguó reconocer a Knöchlein.

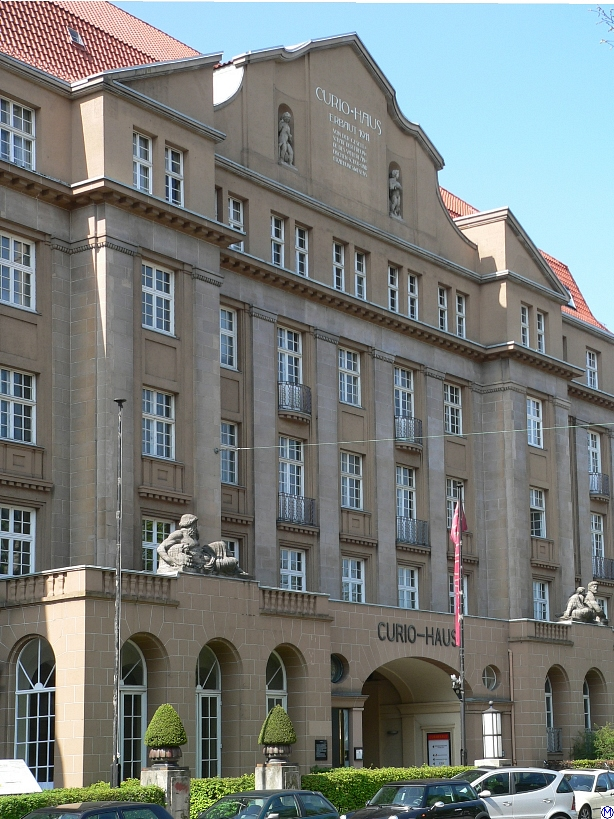
Vista frontal de la Curiohaus en Rotherbaum.

En el decimosegundo día de su juicio, durante su sumario, el Juez-Abogado dijo que era irrelevante si los británicos usaron munición ilegal o abusaron de la bandera de tregua; los soldados alemanes no tenían absolutamente ningún derecho para ejecutar prisioneros de guerra sin un juicio justo y adecuado. El 25 de octubre a las 11:30, el presidente de la Corte pronunció el veredicto que el defendido, Fritz Knöchlein, fue hallado culpable de crímenes de guerra. Su abogado, el Dr. Uhde, hizo la siguiente apelación de clemencia a la corte por la esposa y los parientes de Knöchlein, que habían asistido diariamente al juicio:
"Todo lo que me queda por decir es que alguna pequeña duda puede haber quedado en las mentes de la Corte que permitirá a sus miembros no otorgar la pena capital. Salven la vida del acusado. Él tiene una esposa y cuatro hijos que dependen de su sostén. Consideren también el hecho que él es un soldado, y que la Corte está compuesta por miembros del Ejército británico. Creo que estoy autorizado para apelar a la Corte para que pronuncie una sentencia que le permita a mi cliente salir de prisión en una fecha temprana".
A pesar de esta apelación, a las 15:00 él fue sentenciado a muerte por ahorcamiento; Knöchlein "se puso gris" pero no mostró ninguna otra emoción. Él fue ahorcado el 28 de enero de 1949 en Hamburgo. Ningún otro soldado u oficial alemán fue acusado por su papel en la masacre.